# Geração 65
A Geração 65 é um grupo literário pernambucano formado originalmente na cidade de Jaboatão dos Guararapes em 1964. 
Inicialmente chamava-se Grupo de Jaboatão, passando a ser conhecido como Geração 65  por sugestão do historiador Tadeu Rocha, que introduziu essa denominação em um breve artigo no Diario de Pernambuco, em Recife. Seus integrantes fundaram o Movimento Pirata e as edições de mesmo nome, Edições Pirata. 
O grupo era formado, entre outros, por Alberto da Cunha Melo, Jaci Bezerra, Marcus Accioly, Terêza Tenório, Lucila Nogueira, Janice Japiassu, Ângelo Monteiro, José Rodrigues de Paiva, José Carlos Targino, José Maria Rodrigues, Sérgio Moacir de Albuquerque, Paulo Gustavo, Raimundo Carrero e  Maximiano Campos.